# Demjanskschild
Demjanskschild (Duits: Ärmelschild Demjansk) was een nazi-decoratie tijdens de Tweede Wereldoorlog, uitgereikt aan militairen die vochten tijdens de verdediging van Festung Demjansk. Het herdenkt de geslaagde verdediging van Demjansk, een district van Oblast Novgorod ten zuiden van Leningrad. Het succes was te danken aan het instellen van een luchtbrug. Het Duitse leger ter plekke was gedurende een lange periode belegerd door het Rode Leger. Het schild werd op 25 april 1943 in het leven geroepen door Adolf Hitler en na 1 juli 1944 niet meer uitgereikt.

## Beschrijving
Bovenaan staat een adelaar met neerwaartse vleugels op een lauwerkrans, met in het midden van de krans een swastika. De adelaar is, ter hoogte van de krans, geflankeerd door twee trapeziums. Deze trapeziums stellen twee pillboxen voor, met in het midden een schietgat. Onder de krans staat een rechthoek met daarin "DEMJANSK" in hoofdletters. Centraal in het schild staat een vooraanzicht van een propellervliegtuig. Daaronder worden twee gekruiste zwaarden afgebeeld met het jaartal "1942".

### Varianten
Er zijn enkele varianten bekend van het schild. Er bestaat een variant met rechte en een met gegolfde propellers. Ook in het gebruikte materiaal is er een verschil, zo is er een stalen en een zinken variant. Ook bestaan er schilden met een afwijkend lettertype. Dit zou te verklaren zijn doordat de schilden gemaakt zijn door verschillende fabrikanten.
De kleur van de stof verschilt naargelang van het krijgsmachtonderdeel:
- Groen voor Heer
- Grijs voor Luftwaffe
- Wit voor zomer tuniek
- Zwart voor Panzer
- Donker blauw voor Kriegsmarine

## Voorwaarden
Heer/hulptroepen:
- Zestig dagen eerbiedig gediend hebben in het belegerde gebied.
- Gewond geweest zijn in het belegerde gebied.
- Een beloning voor moed hebben ontvangen tijdens dienst in het belegerde gebied.

Luftwaffe
- Vijftig gevechtsmissie gevlogen hebben over het belegerde gebied en de omringende gebieden
- Vijftig bevoorradingsmissies gevlogen hebben en veilig geland zijn.

De compagniecommandanten waren verantwoordelijk voor het opstellen van een lijst met mannen onder hun bevel die voor de onderscheiding in aanmerking kwamen. Deze lijst moest opgemaakt zijn tegen 31 december 1943. Elke ontvanger van het schild had recht op vijf exemplaren, in geval van overlijden werd er een enkel schild en een certificaat afgegeven aan de nabestaanden.
De schilden werden opnieuw gemaakt na 1957 maar dan gedenazificeerd; zonder de adelaar en swastika. Soldaten die de onderscheiding tijdens de Tweede Wereldoorlog ontvingen, mochten haar toen weer dragen.

## Correcte draagwijze
Het Demjanskschild werd op de linkerbovenarm gedragen. De achtergrond komt overeen met de kleur van het uniform. Het schild kon ook worden gedragen op alle uniformen van de nazi-partij en de organen van de Duitse staat. Op burgerkleding mocht een gereduceerde uitvoering van het schild worden gedragen op het linker revers. Soldaten met meerdere schilden (het Krimschild. Narvikschild) en Demjanskschild droeg het oudste schild op zeven centimeter van de aanhechting van de linker mouw. Het tweede schild werd vlak daaronder gedragen. Leden van de SS droegen het schild boven de SS-adelaar, tenzij er meerdere schilden ontvangen waren, dan kon deze onder de adelaar gedragen worden.

## Het Demjanskschild na de Tweede Wereldoorlog
Deze versierselen zijn met een hakenkruis versierd. Dat betekent dat het verzamelen, tentoonstellen en verhandelen van deze onderscheidingen in Duitsland aan strenge wettelijke regels is onderworpen.
De vier geallieerden hebben na de bezetting van Duitsland het dragen van alle Duitse orden en onderscheidingen, dus ook die uit het Duitse Keizerrijk van vóór 1918, verboden. Dat verbod is in de Duitse Democratische Republiek altijd van kracht gebleven. Op 26 juli 1957 vaardigde de Bondsrepubliek Duitsland een wet uit waarin het dragen van onderscheidingen met daarop hakenkruizen of de runen van de SS werd verboden. Het dragen van dit insigne werd net als het dragen van de Orde van Verdienste van de Duitse Adelaar en het Ereteken voor de 9e November 1923, de zogenaamde Blutorden, streng verboden.
Ook het verzamelen, tentoonstellen en afbeelden van de onderscheidingen van de nazi's werd aan strenge regels gebonden. Een aantal onderscheidingen werd ontdaan van de hakenkruizen en soms van hakenkruis en adelaar. In deze gedenazificeerde uitvoering mochten de onderscheidingen worden gedragen. Ook met dit schild is dat het geval. Hakenkruis en adelaar boven het schild werden weggelaten.